# Mario Castagneri
Mario Castagneri (Alessandria, 28 giugno 1892 – Milano, 22 dicembre 1940) è stato un fotografo e restauratore italiano.

## Biografia
Ultimo figlio di Giovanni e Angela Verrea, ebbe due fratelli ed una sorella: Oreste, fotografo a Torino; Attilio, pittore; e Maria, la maggiore, che apprenderà l’arte della fotografia dal marito Giuseppe Testani e condurrà insieme al marito prima e alla figlia poi gli studi fotografici di Brescia e Milano. Nel 1916 Castagneri sposò Vittoria Savi che lo affiancò costantemente nel lavoro e dalla quale ebbe due figli: Giampiero (1916-2006) e Luciano (1918-1989).

### Crimella-Castagneri-Zani
La storia di Castagneri sembra imprescindibile da quella dei suoi amici e colleghi fotografi Mario Crimella (1893-1983) e Dino Zani (1891-1957). Infatti, il 1º febbraio 1920 firmarono un accordo per l'apertura di una sociatà a nome collettivo "Crimella-Castagneri-Zani" a Milano, con compiti ben definiti, avendo alle spalle una solida formazione presso studi fotografici come assistenti. Zani fu assistente di Giovanni Contiero mentre Crimella apprese l'arte del ritocco presso la famosa ditta fotografica Guigoni & Bossi per passare allo studio del pittore e fotografo Francesco Saverio Pietrantonio (1858-dopo il 1926). Quanto a Castagneri, dopo l'apprendistato biennale presso il cognato fotografo Giuseppe Testani, iniziato a Brescia all’incirca nel 1907, egli iniziò come assistente con Gigi Bassani (1871-1956) nel 1910 e vi rimase per circa 5 anni quando decise di aprire un proprio studio fotografico. Nel 1919 espose nella sua prima mostra personale alla galleria Da Vinci a Milano.
La nuova ditta acquisì lo studio di Pietrantonio che decise di ritirarsi ed ebbe perciò a disposizione la sua clientela per quanto riguardava i ritratti, nonché si poté giovare della vicinanza all'Accademia di belle arti di Brera per le riproduzioni d'arte, grazie anche all'influenza di Medardo Rosso, ex compagno di classe di Pietrantonio. I ritratti, prevalentemente eseguiti da Crimella e Castagneri, furono ancora essenzialmente tendenti alla ricerca di atmosfere, sfondi e sfumature tipiche del pittorialismo, con l'aggiunta di viraggi e ritoccature con pennello. I clienti furono nella maggior parte pittori e scultori come Vespasiano Bignami, Antonio Ambrogio Alciati e Guido Marussig, storici dell’arte come Enrico Somaré, Vittorio Pica e Raffaele Calzini, giornalisti come Giuseppe Antonio Borgese, musicisti, direttori d’orchestra e attori come Maria Melato e Dina Galli. Del resto lo studio si trovava vicino anche al Teatro alla Scala e al Teatro Fossati.
Mentre il compito di Crimella e Castagneri fu soprattutto quello della ritrattistica, Zani si occupò delle riproduzioni di opere d'arte e delle foto d'architettura. Questa sua attività portò il trio a frequentare gallerie, artisti e collezionisti, ma soprattutto a frequentare la Galleria Pesaro, creata nel 1917 dal mecenate Lino Pesaro, che diventerà fino al 1937 uno dei centri del futurismo italiano. Peraltro una mostra nel 2017 ha voluto rendere omaggio a questo personaggio, suicidatosi alla vigilia della promulgazione delle leggi razziali fasciste, che di fatto chiuse la stagione della galleria e, in parte, anche della sperimentazione. La frequentazione di Castagneri è accertata da documenti e dalla pubblicazione di opere d'arte e dai ritratti di artisti che esporranno nella galleria.
Fu in questi anni che poté frequentare gli ultimi eredi della scapigliatura ed in seguito divenne amico degli antesignani del futurismo quali Filippo Tommaso Marinetti e Fortunato Depero, utilizzando tecniche, come il fotomontaggio e le sovrapposizioni, che saranno ampiamente usate dai fotografi e dagli artisti di quella corrente.

### S.F.R.A.I.
Sulla rivista "La Rassegna Fotografica" dell'aprile 1922 venne pubblicato l'annuncio che la ditta "Crimella-Castagneri-Zani" si fuse con quella dell'ex maestro di Castagneri, Gigi Bassani, ed insieme dettero vita a "S.F.R.A.I." (Studi Fotografici Riuniti Artistico Industriali). L'intento fu quello di unire la sezione della ritrattistica pittorialista e della fotografia di opere d'arte con le nuove esigenze maggiormente legate all'industrializzazione e alla pubblicità, intesa quale veicolo di collezioni museali, di aste, di palazzi e architetture, soggetti nei quali Bassani aveva una notevole esperienza. Aderiranno a "S.F.R.A.I." anche Mauro Camuzzi (1883-1964) e Roberto Baccarini (1901-1950).
Nel maggio 1923 alla Prima esposizione internazionale di fotografia, ottica e cinematografia di Torino, promossa dalla Camera di Commercio di Torino con il consenso del ministro dell’Industria e del Commercio Teofilo Rossi, i fotografi Crimella, Castagneri, Zani e Camuzzi si presentarono uniti e compatti col marchio "S.F.R.A.I." prima del loro cognome, ottenendo tre medaglie d'oro ed un diploma d'onore. In mostra Castagneri presentò ventuno fotografie, tra i quali i ritratti di Adolfo Wildt, Émile Bernard, Marta Abba, Arturo Tosi ed altri, mentre Camuzzi ne appese ventitré e ventiquattro Crimella. Zani, dal canto suo propose immagini di opere d’arte, fotografia di interni ed alcuni ritratti. Tra i vari fotografi presenti esposero anche Emilio Sommariva, Attilio Badodi, Vincenzo Aragozzini (1891-1974). Le immagini dei fotografi "S.F.R.A.I." furono, sul piano tecnico, decisamente raffinate, mostrando stampe all'oleotipia e alla resinotipia, per evidenziare le loro competenze professionali.
Ignoti sono i motivi per i quali i soci decideranno di chiudere il sodalizio, ma nel giugno 1924 la società verrà liquidata anche se parte dei negativi "S.F.R.A.I." rimarranno negli archivi Zani.

### Studio Castagneri
Nell'ottobre del 1924 presentò domanda di apertura dello studio milanese anche se continuerà a collaborare talvolta coi vecchi soci come, ad esempio, nella Seconda mostra internazionale delle arti decorative di Monza nel 1925. Inoltre, gli ex "S.F.R.A.I." si passeranno il testimone per quanto concerne il lavoro di fotografo al Teatro alla Scala: Gigi Bassani (1912-1922), Castagneri (1921-1929), all'epoca sotto la direzione di Arturo Toscanini e dagli anni trenta, Crimella e Camuzzi.
Nel 1931 espose alla Mostra Sperimentale di Fotografia Futurista a Torino, insieme al fratello Oreste. Per Depero realizzò la copertina del libro Film vissuto, primo libro parolibero sonoro, attraverso il fotomontaggio di un ritratto dell'autore con i grattacieli di New York sullo sfondo.
Nel 1933 realizzò il progetto futurista dedicato alle Mani d’autore. Infatti si trattò di una serie suggestiva di immagini, straordinariamente moderne, delle "mani" di artisti, molte delle quali erano di futuristi. Nello stesso anno realizzò la copertina del volume di Sandro Pozzi, intitolato Guido Keller. Nel pensiero, nelle gesta, dedicato all'aviatore, amico di D'Annunzio, scomparso nel 1929.
Abbandonò la fotografia nel 1934 per dedicarsi al restauro di dipinti antichi.
Le immagini di Castagneri erano presenti alla mostra "Fotografia Futurista" alla Galleria Carla Sozzani di Milano nel 2015.